# Diplura (aranya)
|  | Per a altres significats, vegeu «Diplura». |

Diplura és un gènere d'aranyes migalomorfas de la família diplúrids (Dipluridae). Es troba a Sud-amèrica i una espècie a Cuba.

## Llista d'espècies
Segons el World Spider Catalog (versió 19.0) del 12 de juliol de 2018, hi ha les següents espècies reconegudes:
- Diplura annectens (Bertkau, 1880)
- Diplura argentina (Canals, 1931)
- Diplura catharinensis (Mello-Leitão, 1927)
- Diplura erlandi (Tullgren, 1905)
- Diplura garbei (Mello-Leitão, 1923)
- Diplura garleppi (Simon, 1892)
- Diplura lineata (Lucas, 1857)
- Diplura macrura (C. L. Koch, 1841)
- Diplura mapinguari (Pedroso, Giupponi & Baptista, 2018)
- Diplura nigra (F. O. Pickard-Cambridge, 1896)
- Diplura paraguayensis (Gerschman & Schiapelli, 1940)
- Diplura parallela (Mello-Leitão, 1923)
- Diplura petrunkevitchi (Caporiacco, 1955)
- Diplura riveti (Simon, 1903)
- Diplura rodrigoi (Pedroso, Giupponi & Baptista, 2018)
- Diplura sanguinea (F. O. Pickard-Cambridge, 1896)
- Diplura studiosa (Mello-Leitão, 1920)
- Diplura taunayi (Mello-Leitão, 1923)

## Sinonímies
- Thalerothele (Bertkau, 1880)
- Achetopus (Tullgren, 1905)
- Euharmonicon (Mello-Leitão, 1920)
- Evagrella (Mello-Leitão, 1923)
- Taunayella (Mello-Leitão, 1923)
- Pseudohermachura (Mello-Leitão, 1927)
- Parathalerothele (Canals, 1931)
- Prosharmonicon (Mello-Leitão, 1938)